# Vahlia digyna
Vahlia digyna är en tvåhjärtbladig växtart som först beskrevs av Anders Jahan Retzius, och fick sitt nu gällande namn av Carl Ernst Otto Kuntze. Vahlia digyna ingår i släktet Vahlia och familjen Vahliaceae. Inga underarter finns listade.